# Alpheus soelae
Alpheus soelae is een garnalensoort uit de familie van de Alpheidae. De wetenschappelijke naam van de soort is voor het eerst geldig gepubliceerd in 1986 door Banner & Banner.